# 子禽祝跪
子禽祝跪（？—前673年），子禽氏，春秋时期周王室的大夫。
前675年（周惠王二年、鲁庄公十九年）春，周惠王夺取了子禽祝跪和詹父的田地，同时夺取蒍国的菜园、边伯的房屋，收回了膳夫石速的俸禄。于是这五个大夫发动叛乱，依靠苏氏。他们拥戴王子颓，攻打惠王，没有得胜，逃亡到温地，苏子和王子颓逃亡到卫国。卫国、南燕国的军队进攻成周。同年冬，立王子颓为周天子。杜预把子禽、祝跪当作两个人，并且以石速为士，不在五大夫之数解释。杨伯峻以为此说为非。前674年（周惠王三年、鲁莊公二十年）冬，王子颓宴会招待五大夫，表演所有的乐舞。前673年（周惠王四年、鲁莊公二十一年）夏，郑厉公、虢公丑攻进王城，诛杀王子颓和五大夫，平定了王子颓之乱。